# Miklós Fehér
Miklós „Miki” Fehér (ur. 20 lipca 1979 w Tatabányi, zm. 25 stycznia 2004 w Guimarães) – węgierski piłkarz występujący na pozycji napastnika, reprezentant Węgier w latach 1998–2003.

## Kariera klubowa
Karierę na poziomie seniorskim rozpoczął w 1995 roku w klubie Győri ETO FC. W 1998 roku podpisał kontrakt z FC Porto, ale nie potrafił wywalczyć miejsca w składzie i został wypożyczony do SC Salgueiros. Po przeciętnym sezonie, w 2000 roku został wypożyczony ponownie, tym razem do SC Braga, gdzie strzelił 14 goli w 26 meczach. Po tym jak przewodniczący FC Porto Jorge Nuno Pinto da Costa pokłócił się z agentem José Veigom (agentem Fehéra oraz innych graczy), Fehér odmówił zmiany agenta i opuścił Estádio das Antas. Wyjechał do Lizbony, gdzie grał w SL Benfica strzelając 7 goli w 28 meczach.

## Kariera reprezentacyjna
W kadrze narodowej zadebiutował 10 października 1998 w Baku z Azerbejdżanem w ramach eliminacji do Euro 2000. W tym meczu strzelił bramkę w ostatniej minucie meczu, a Węgrzy wygrali 4:0. Brał udział w eliminacjach do Euro 2000, Mundialu 2002 i Euro 2004. Za najlepszy mecz w kadrze uważa się mecz z Litwą w Kownie 11 października 2000 roku w ramach eliminacji do Mundialu 2002 gdzie strzelił hat-tricka a Węgrzy wygrali 6:1. Po raz ostatni w drużynie narodowej wystąpił 11 października 2003 roku w Budapeszcie w meczu z Polską w ramach eliminacji do Euro 2004, przegranym przez Węgrów 1:2. W latach 1998–2003 w reprezentacji zagrał w 25 meczach, zdobywając 7 goli. W 2001 roku został uznany za najlepszego węgierskiego piłkarza.

## Okoliczności śmierci

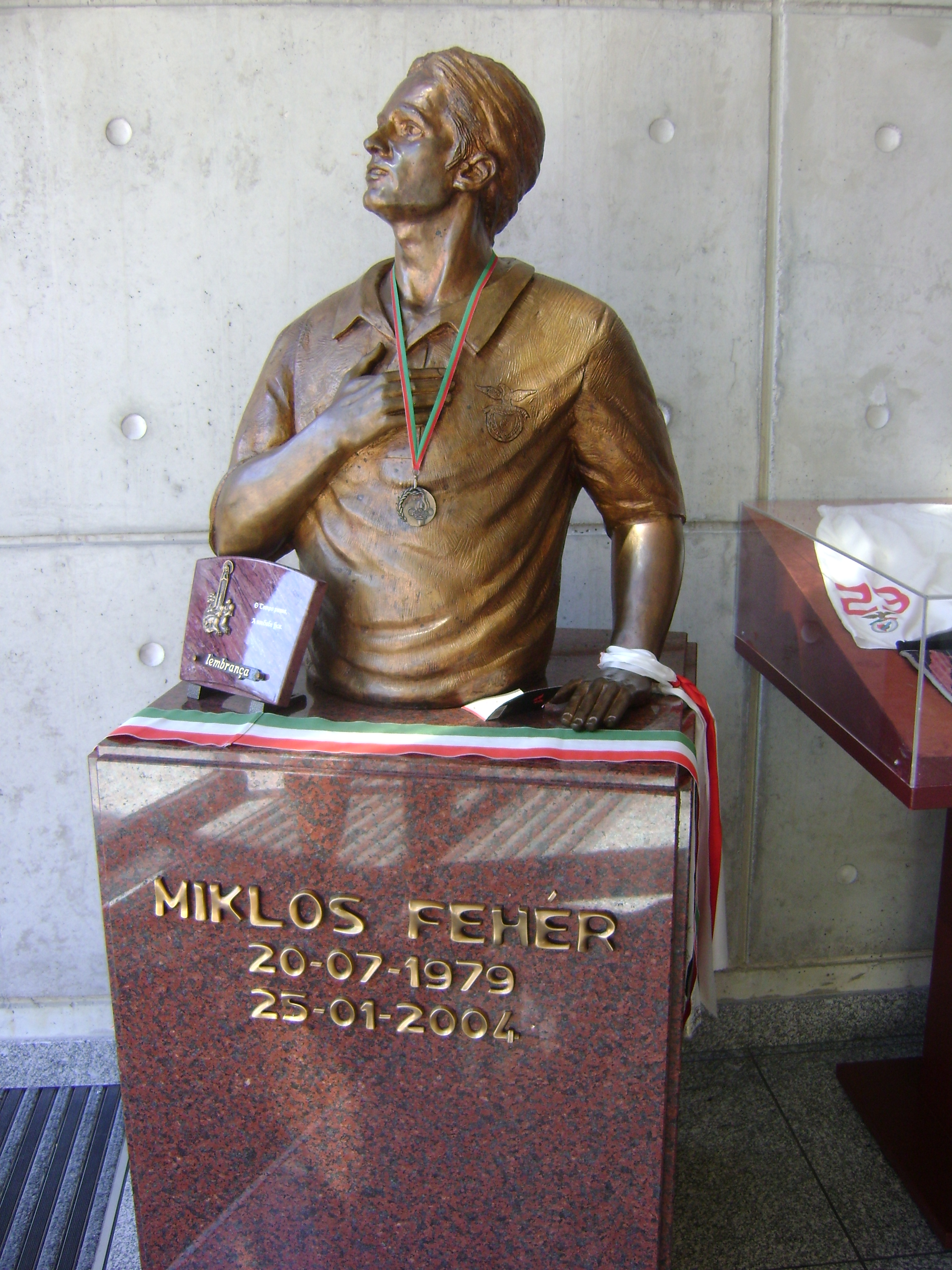
Pomnik ku pamięci Miklósa Fehéra na Estádio da Luz

25 stycznia 2004 SL Benfica grała wyjazdowy mecz ligowy z Vitória SC. Mecz był transmitowany na żywo w telewizji. Fehér pojawił się na boisku w drugiej połowie i w doliczonym czasie gry asystował przy bramce Fernando Aguiara na 1:0. Po otrzymaniu żółtej kartki za przedłużanie wznowienia gry, Fehér pochylił się do przodu, a po chwili bezwładnie upadł na plecy. Na pomoc piłkarzowi momentalnie ruszyli pozostali piłkarze Benfiki, Tomo Šokota przechylił Fehéra na lewy bok starając się zapobiec połknięciu przez niego języka. Po chwili na boisku zjawili się klubowi lekarze, którzy szybko zorientowali się, iż piłkarz cierpi z powodu zatrzymania akcji serca i przystąpili do reanimacji. Zgromadzeni wokół Fehéra koledzy, zdając sobie sprawę z powagi sytuacji, zaczęli łapać się za głowy. Kilku z nich płakało. Po kilku minutach na boisku pojawił się ambulans, który zabrał Fehéra do szpitala. Sytuacja stała się głównym tematem portugalskich mediów tamtego wieczoru. Przed północą śmierć Fehéra została potwierdzona. Oskarżyciel publiczny (portugalska agencja odpowiedzialna za ogłoszenie szczegółów sekcji zwłok) oświadczył, że Fehér umarł z powodu arytmii serca wywołanej przez kardiomiopatię przerostową. Miał 24 lata.
Dla uczczenia jego pamięci, Benfica zastrzegła koszulkę z numerem 29, którą nosił podczas pobytu w klubie i nikt nie będzie grał w Benfice z tym numerem. Jego śmierć wywołała wstrząs w portugalskim sporcie a także w jego ojczyźnie, gdzie po kilku dniach po śmierci został pochowany.

## Sezony, kluby, mecze, gole
- 1995/1996 Győri ETO FC (8 meczów, 2 gole)
- 1996/1997 Győri ETO FC (29 meczów, 8 goli)
- 1997/1998 Győri ETO FC (25 meczów, 13 goli)
- 1998/1999 FC Porto (5 meczów, 0 goli)
- 1999/2000 FC Porto (5 meczów, 1 gol)
- 1999/2000 SC Salgueiros (14 meczów, 5 goli)
- 2000/2001 SC Braga (26 meczów, 14 goli)
- 2001/2002 FC Porto (3 meczów, 1 goli)
- 2002/2003 SL Benfica (16 meczów, 4 gole)
- 2003/2004 SL Benfica (12 meczów, 3 gole)

Razem: 143 mecze, 51 goli